# Sven Jonasson
Sven Jonasson (født 9. juli 1909, død 17. september 1984) var en svensk fodboldspiller (forsvarer).
På klubplan spillede Jonasson hele sin aktive karriere hos Elfsborg i fødebyen Borås. Han var med til at vinde tre svenske mesterskaber med klubben.
Jonasson spillede desuden 42 kampe for Sveriges landshold, hvori han scorede hele 20 mål. Han repræsenterede sit land ved VM 1934 i Italien, ved OL 1936 i Berlin., samt ved VM 1938 i Frankrig.

## Titler
Svensk mesterskab
- 1936, 1939 og 1940 med Elfsborg